# Ramón Yuraszeck
Ramón Yuraszeck Doggenweiler; (Puerto Montt, 5 de mayo de 1887 - 29 de marzo de 1959) fue un político conservador chileno. Hijo de Vicente Yuraszeck Barril y Elena Doggenweiler Brahm. Cuñado del exalcalde José Brahm Appel. Contrajo matrimonio con Paula Cantín Oyarzún (1919). Casado en segundas nupcias con Juana Rendic Saric.
Hizo sus estudios en la Escuela San José de los Padres Jesuitas, recibiendo una formación cristiana que lo llevó a formar parte del Partido Conservador.
Vivió en Valparaíso y retornó a Puerto Montt (1906). Ingresó a los servicios de Aduana y Tesorería y posteriormente al Banco Llanquihue, donde llegó a ser gerente general y presidente del mismo. Cooperó con la construcción del Santuario de la Virgen de Lourdes y fundó el Rotary Club de Puerto Montt.
Fue regidor y llegó a ser alcalde de Puerto Montt (1950-1953). Reelegido alcalde de la ciudad (1957-1960), sin embargo fallece sin concluir su mandato, en marzo de 1959, siendo reemplazado por Manuel Droguet Reyes.
Fue consejero del diario El Llanquihue y un activo voluntario del Cuerpo de Bomberos de la ciudad, llegando a ser superintendente.